# شارل لو برن
شارل لو برَن (به فرانسوی: Charles Le Brun)، تلفظ فرانسوی: [ʃaʁl lə bʁœ̃] (زادهٔ ۱۶۱۹ در پاریس – درگذشتهٔ ۱۶۹۰ میلادی) نقاش و طراح فرانسوی زادهٔ پاریس بود. او بنیان‌گذار مکتب فرانسوی نقاشی بود و با کمک‌های او آکادمی نقاشی و مجسمه‌سازی در ۱۶۴۸ تأسیس شد.
شارل لبرون در طی ۱۶۶۸ تا ۱۶۸۳ از سوی لوئی چهاردهم به خدمت گرفته شد تا تزئینات و نقاشی‌های کاخ ورسای را انجام دهد.

## برخی آثار
- تزئینات سقف گالری آپولو در کاخ لوور
- نقاشی‌های سقفی تالار آیینه کاخ ورسای
- مجموعه نقاشی‌های سرگذشت اسکندر در موزه لوور

## نگارخانه

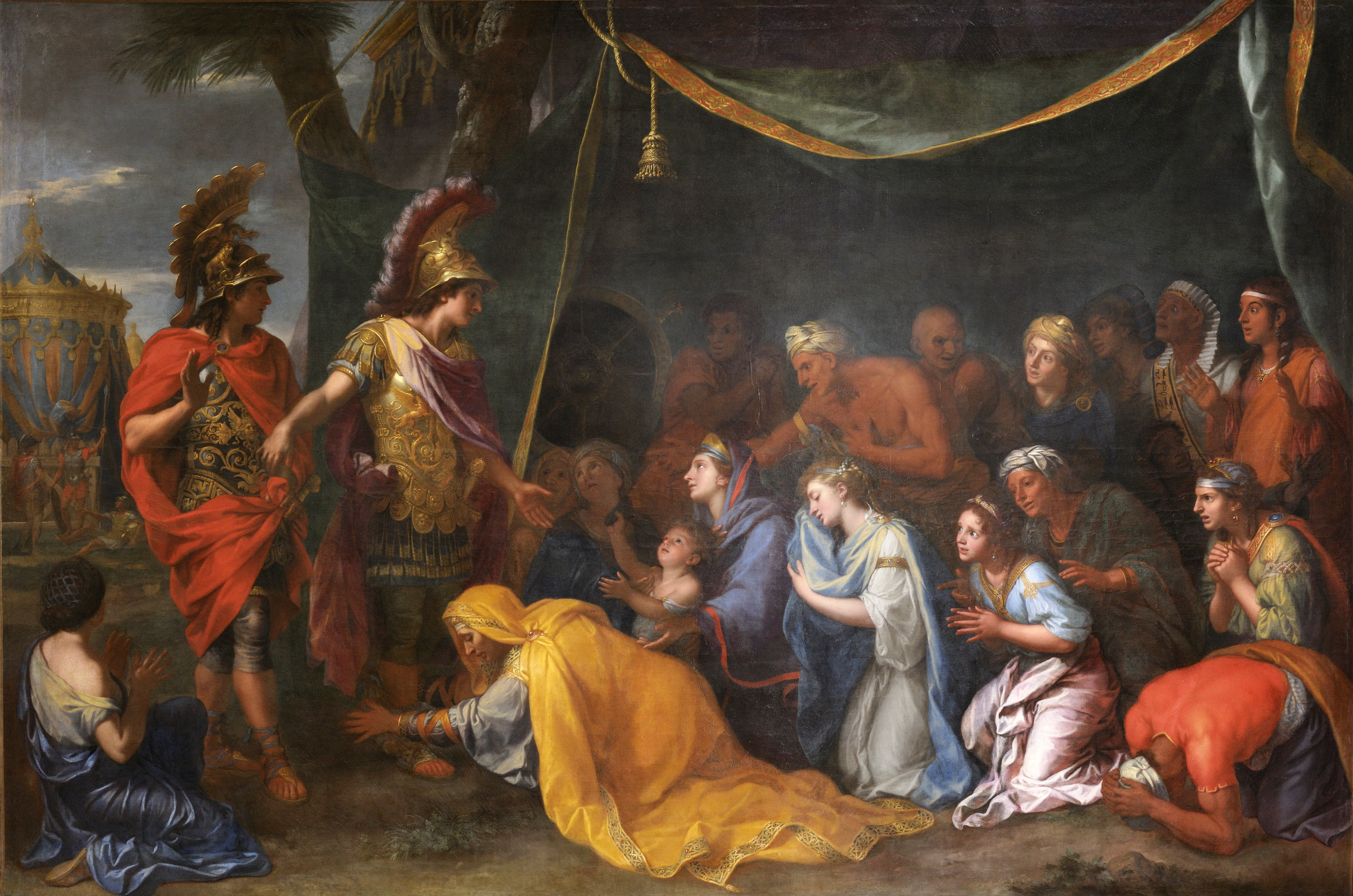
چادر خانوادهٔ داریوش سوم
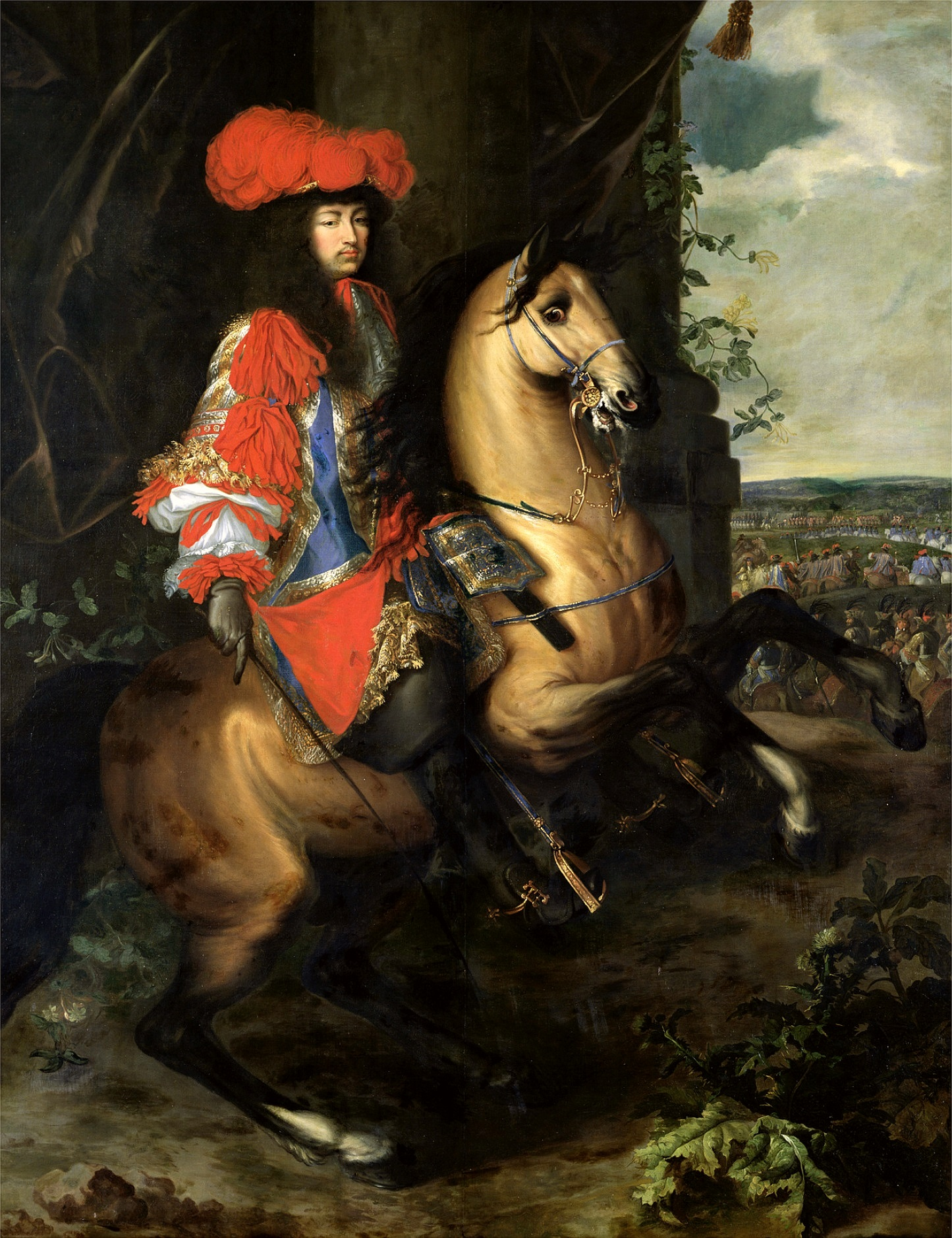
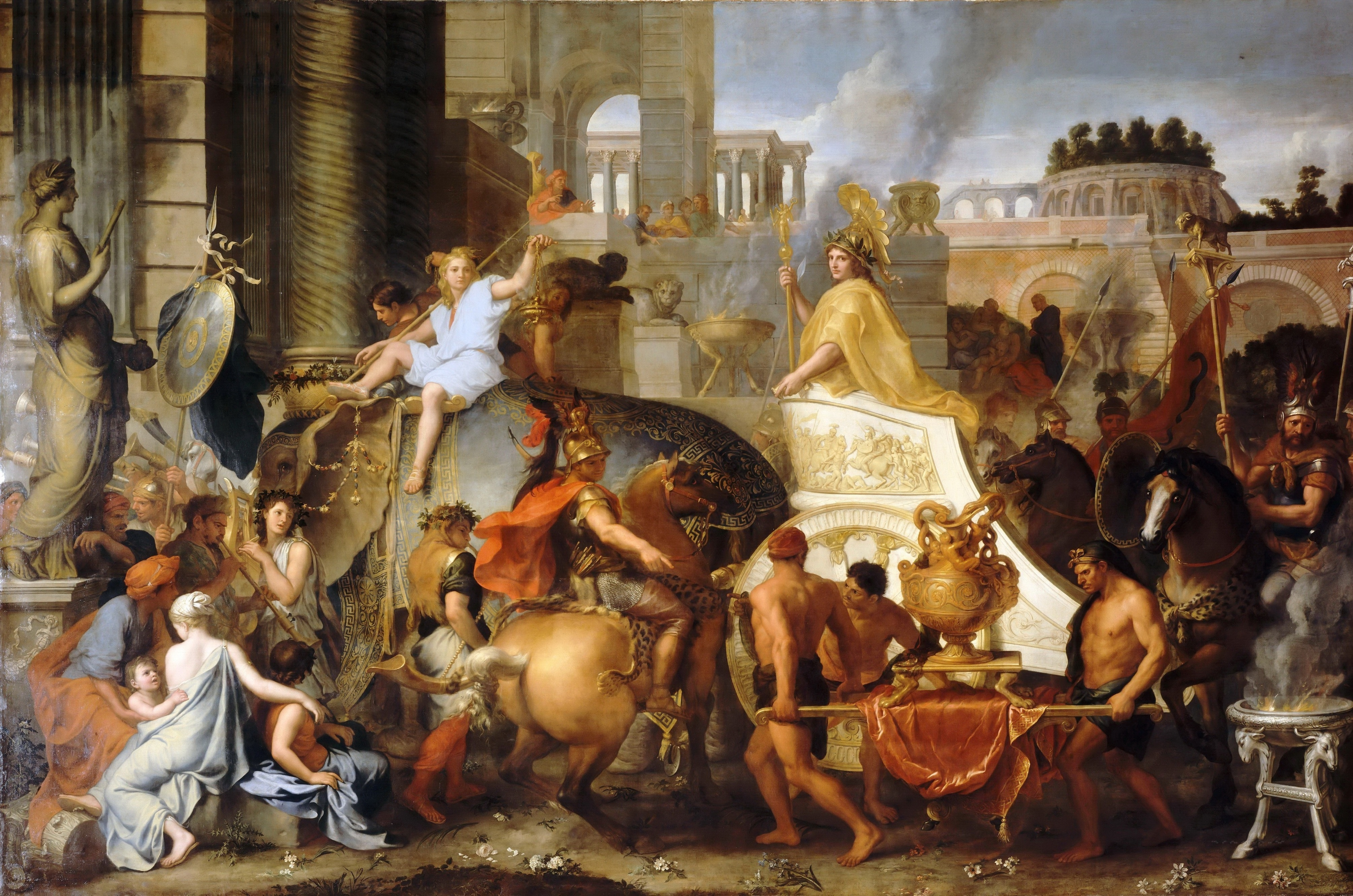
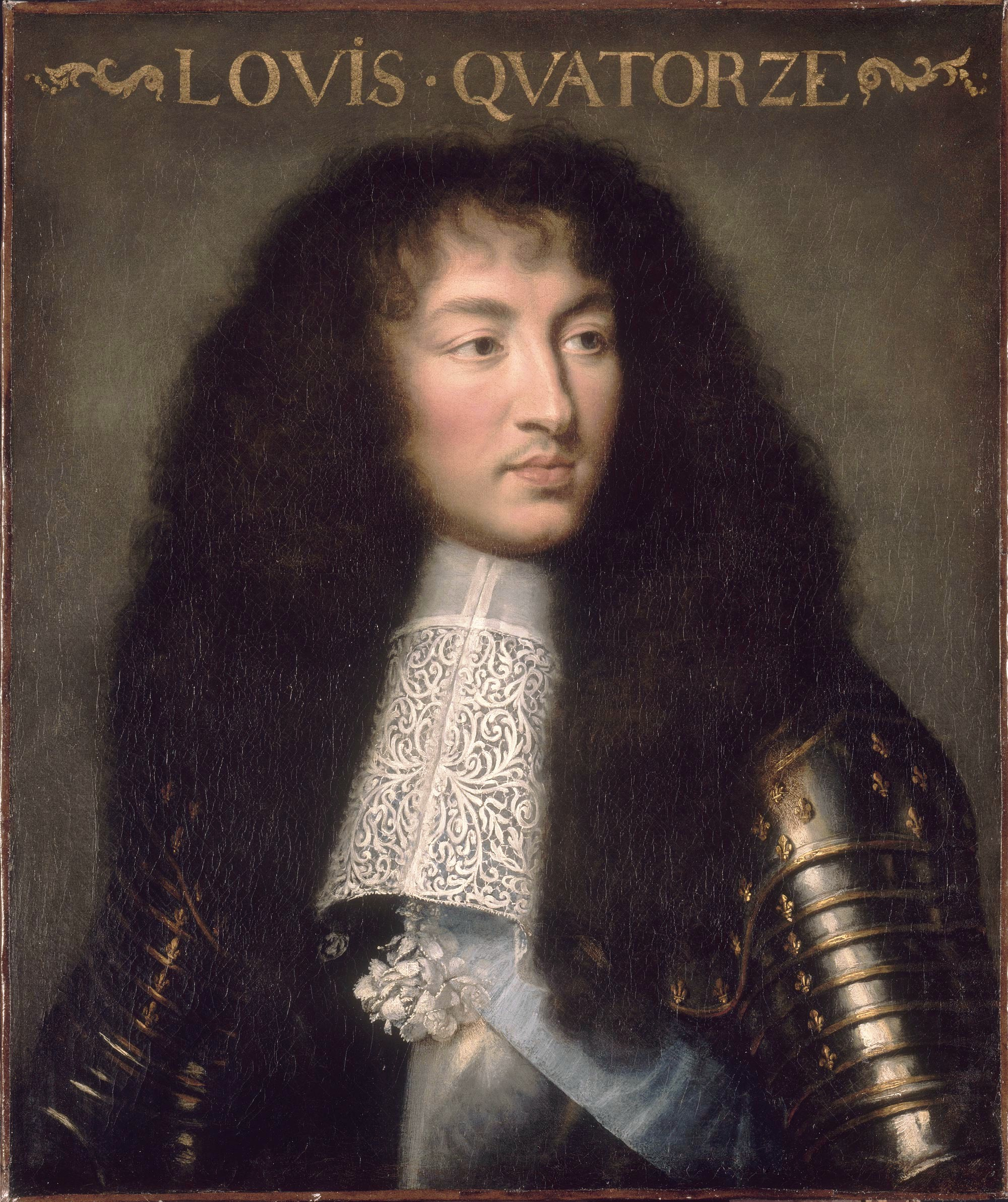
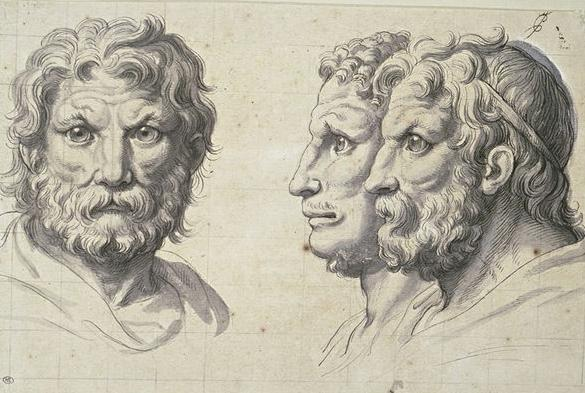
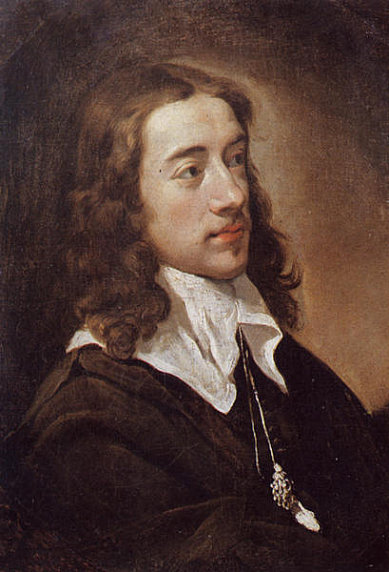
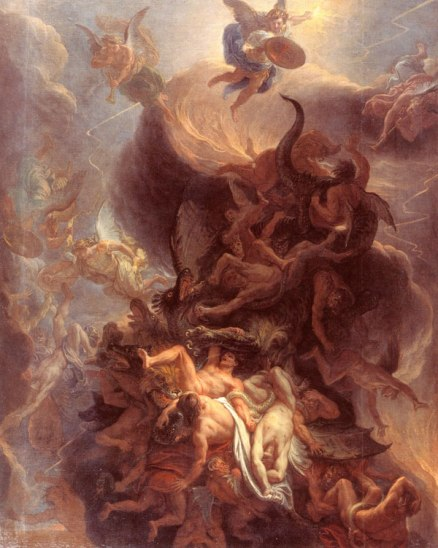
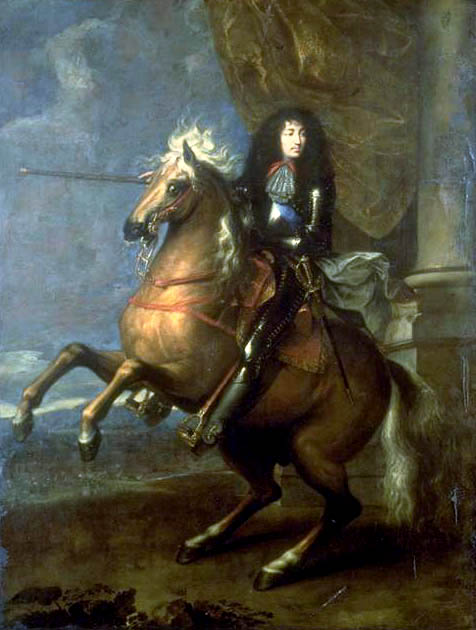
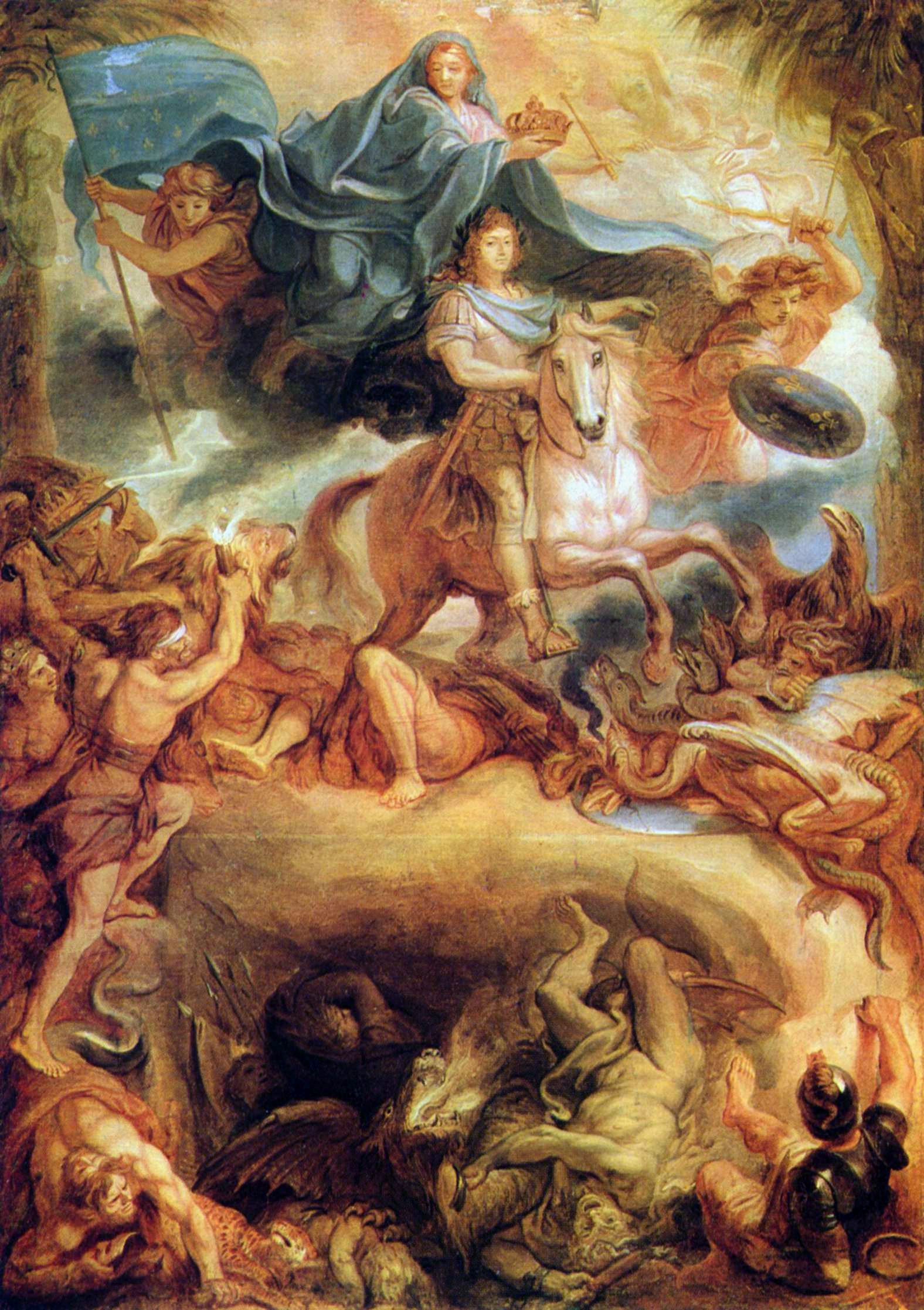
در مالکیت کاخ ورسای